# Вольное (Великодымерская община)
Вольное (укр. Вільне) — село, входит в Великодымерскую поселковую общину Броварского района Киевской области Украины.
Население по переписи 2001 года составляло 146 человек. Почтовый индекс — 07441. Телефонный код — 4594. Занимает площадь 0,72 км². Код КОАТУУ — 3221282003.

## Местный совет
07440, Киевская обл., Броварский р-н, с. Жердова, ул. Ленина, 35, тел. 5-11-26; 2-02-22